# Liga Femenina 2 de baloncesto 2006-07
La Liga Femenina 2 de baloncesto 2006-07 fue la 6.ª temporada de la segunda máxima competición de clubes femeninos de baloncesto en España, organizada por la Federación Española de Baloncesto.

## Formato
- Liga regular: participaron 28 equipos divididos en dos grupos de 14 equipos. En cada grupo jugaron todos contra todos en partidos de ida/vuelta en 26 jornadas.
- Fase final: los cuatro primeros de ambos grupos disputaron en una misma sede la fase de ascenso a Liga Femenina, se dividieron en dos grupos de cuatro equipos, dos del grupo A y 2 del grupo B según el orden de clasificación. Los dos mejores de cada grupo pasaron a las semifinales. El ganador de cada una de ellas ascendió deportivamente a Liga Femenina.También se disputaron la final entre los dos ganadores y el partido por el tercer y cuarto puesto.[1][2]
- Playoffs de descenso: lo disputaron el 12.º (Gr. A) contra el 13.º (Gr. B) y  el 12.º (Gr. B) contra el 13.º (Gr. A), al mejor de tres partidos. Descenderían a Primera División Femenina los dos perdedores, así como los últimos clasificados de cada grupo (14.º) al final de la liga regular.

## Equipos por comunidad autónoma

### Grupo A
| Comunidad autónoma  | N.º | Equipos |
| ------------------- | --- | --- |
| Andalucía           | 1   | CD Universidad de Córdoba (Córdoba) |
| Asturias            | 1   | Efmo.com (Avilés) |
| Castilla y León     | 2   | Garbaprom Bembibre PDM (Bembibre) Caja Rural Verona Norte (Zamora)                                                                           |
| Castilla-La Mancha  | 1   | Alvargómez (Guadalajara) |
| Comunidad de Madrid | 3   | Fundal Alcobendas (Alcobendas) Real Canoe NC (Madrid) Levitt Majadahonda (Majadahonda)                                                       |
| Extremadura         | 2   | CB Femenino Cáceres 2016 (Cáceres) Agencia Serrano Badajoz (Badajoz)                                                                         |
| Galicia             | 4   | Universitario de Ferrol (Ferrol) Vidrogal Alumisan Pío XII (Santiago de Compostela) CB Arxil Comervia (Pontevedra) Pabellón Ourense (Orense) |

### Grupo B
| Comunidad autónoma   | N.º | Equipos |
| -------------------- | --- | --- |
| Aragón               | 1   | La Bella Easo Casablanca (Zaragoza) |
| Canarias             | 2   | Isla deTenerife Aguere (Santa Cruz deTenerife) CB Uni-Cajacanarias (Santa Cruz de Tenerife) |
| Cataluña             | 7   | Segle XXI (Barcelona) Gesproarq Viladecans Estrusal (Viladecans) Femení Sant Adrià (San Adrián de Besós) Don Piso Girona (Gerona) Nexus CB Olesa (Olesa de Montserrat) Unió Esportiva Mataró (Mataró) Cadi la Seu d'Urgell (Seo de Urgel) |
| Comunidad Valenciana | 1   | Augimar Vinaròs (Vinaroz) |
| Islas Baleares       | 2   | Ícaro Jovent Palma (Palma) Olis Sóller Joventut Mariana (Sóller) |
| País Vasco           | 1   | Irlandesas (Lejona) |

## Liga Regular

### Grupo A
| | Equipo                    | Puntos | J  | G  | P  | PF   | PC   | DP   |
| --- | ------------------------- | ------ | -- | -- | -- | ---- | ---- | ---- |
| 1 | Agencia Serrano Badajoz   | 46     | 26 | 20 | 6  | 1758 | 1595 | 163  |
| 2 | Universitario de Ferrol   | 45     | 26 | 19 | 7  | 1910 | 1750 | 160  |
| 3 | Efmo.com                  | 45     | 26 | 19 | 7  | 1864 | 1745 | 119  |
| 4 | Caja Rural Verona Norte   | 45     | 26 | 19 | 7  | 1862 | 1724 | 138  |
| 5 | Real Canoe NC             | 44     | 26 | 18 | 8  | 1701 | 1502 | 199  |
| 6 | Alvargómez                | 41     | 26 | 15 | 11 | 1868 | 1659 | 209  |
| 7 | Garbaprom Bembibre PDM    | 39     | 26 | 13 | 13 | 1664 | 1691 | -27  |
| 8 | Vidrogal Alumisan Pío XII | 37     | 26 | 11 | 15 | 1587 | 1707 | -120 |
| 9 | CB Femenino Cáceres 2016  | 36     | 26 | 10 | 16 | 1665 | 1795 | -130 |
| 10 | CB Arxil Comervia         | 36     | 26 | 10 | 16 | 1673 | 1812 | -139 |
| 11 | Pabellón Ourense          | 34     | 26 | 8  | 18 | 1722 | 1828 | -106 |
| 12 | Levitt Majadahonda        | 33     | 26 | 7  | 19 | 1575 | 1654 | -79  |
| 13 | Fundal Alcobendas         | 33     | 26 | 7  | 19 | 1725 | 1905 | -180 |
| 14 | CD Universidad de Córdoba | 32     | 26 | 6  | 20 | 1533 | 1740 | -207 |
| Fuente: Federación Española de Baloncesto: Clasificación de la Liga Femenina 2 - Grupo A; actualización automática |                           |        |    |    |    |      |      |      |

### Grupo B
| | Equipo                        | Puntos | J  | G  | P  | PF   | PC   | DP   |
| --- | ----------------------------- | ------ | -- | -- | -- | ---- | ---- | ---- |
| 1 | Cadi la Seu d'Urgell          | 50     | 26 | 24 | 2  | 1973 | 1649 | 324  |
| 2 | Olis Sóller Joventut Mariana  | 47     | 26 | 21 | 5  | 2006 | 1693 | 313  |
| 3 | Gesproarq Viladecans Estrusal | 45     | 26 | 19 | 7  | 1781 | 1566 | 215  |
| 4 | Nexus CB Olesa                | 44     | 26 | 18 | 8  | 1837 | 1630 | 207  |
| 5 | Ícaro Jovent Palma            | 41     | 26 | 15 | 11 | 1792 | 1747 | 45   |
| 6 | Augimar Vinaròs               | 40     | 26 | 14 | 12 | 1795 | 1751 | 44   |
| 7 | Don Piso Girona               | 38     | 26 | 12 | 14 | 1664 | 1734 | -70  |
| 8 | Irlandesas                    | 37     | 26 | 11 | 15 | 1562 | 1610 | -48  |
| 9 | CB Uni-Cajacanarias           | 37     | 26 | 11 | 15 | 1634 | 1699 | -65  |
| 10 | Femení Sant Adrià             | 37     | 26 | 11 | 15 | 1494 | 1663 | -169 |
| 11 | La Bella Easo Casablanca      | 35     | 26 | 9  | 17 | 1848 | 1924 | -76  |
| 12 | Segle XXI                     | 35     | 26 | 9  | 17 | 1494 | 1664 | -170 |
| 13 | Isla de Tenerife Aguere       | 31     | 26 | 5  | 21 | 1776 | 1970 | -194 |
| 14 | Unió Esportiva Mataró         | 29     | 26 | 3  | 23 | 1522 | 1878 | -356 |
| Fuente: Federación Española de Baloncesto: Clasificación de la Liga Femenina 2 - Grupo B; actualización automática |                               |        |    |    |    |      |      |      |

## Fase Final

### Grupo 1
| | Equipo                        | Puntos | J | G | P | PF  | PC  | DP  |
| --- | ----------------------------- | ------ | - | - | - | --- | --- | --- |
| 1 | Agencia Serrano Badajoz       | 6      | 3 | 3 | 0 | 224 | 186 | 38  |
| 2 | Caja Rural Verona Norte       | 5      | 3 | 2 | 1 | 244 | 227 | 17  |
| 3 | Olis Sóller Joventut Mariana  | 4      | 3 | 1 | 2 | 206 | 224 | -18 |
| 4 | Gesproarq Viladecans Estrusal | 3      | 3 | 0 | 3 | 228 | 265 | -37 |
| Fuente: Federación Española de Baloncesto: Clasificación de la Liga Femenina 2 - Final Grupo 1; actualización automática |                               |        |   |   |   |     |     |     |

### Grupo 2
| | Equipo                  | Puntos | J | G | P | PF  | PC  | DP  |
| --- | ----------------------- | ------ | - | - | - | --- | --- | --- |
| 1 | Cadi la Seu d'Urgell    | 6      | 3 | 3 | 0 | 233 | 182 | 51  |
| 2 | Nexus CB Olesa          | 4      | 3 | 1 | 2 | 218 | 220 | -2  |
| 3 | Efmo.com                | 4      | 3 | 1 | 2 | 204 | 234 | -30 |
| 4 | Universitario de Ferrol | 4      | 3 | 1 | 2 | 212 | 231 | -19 |
| Fuente: Federación Española de Baloncesto: Clasificación de la Liga Femenina 2 - Final Grupo 2; actualización automática |                         |        |   |   |   |     |     |     |

### Semifinales/Final
|  | Semifinales | Semifinales             | Semifinales          |                      |                         | Final                   | Final                   | Final        |  |
|  |             |                         |                      |                      |                         |                         |                         |              |  |
|  |             |                         |                      |                      |                         |                         |                         |              |  |
|  | 1           | Agencia Serrano Badajoz | 75                   |                      |                         |                         |                         |              |  |
|  | 1           | Agencia Serrano Badajoz | 75                   |                      |                         |                         |                         |              |  |
|  | 2           | Nexus CB Olesa          | 69                   |                      |                         |                         |                         |              |  |
|  | 2           | Nexus CB Olesa          | 69                   |                      | Agencia Serrano Badajoz | Agencia Serrano Badajoz | 61                      |              |  |
|  |             |                         |                      |                      | Agencia Serrano Badajoz | Agencia Serrano Badajoz | 61                      |              |  |
|  |             |                         | Cadi la Seu d'Urgell | Cadi la Seu d'Urgell | 71                      |                         |                         |              |  |
|  | 2           | Caja Rural Verona Norte | Cadi la Seu d'Urgell | Cadi la Seu d'Urgell | 71                      | 62                      |                         |              |  |
|  | 2           | Caja Rural Verona Norte |                      |                      |                         | 62                      |                         |              |  |
|  | 1           | Cadi la Seu d'Urgell    | 73                   |                      |                         | Tercer lugar            | Tercer lugar            | Tercer lugar |  |
|  | 1           | Cadi la Seu d'Urgell    | 73                   |                      |                         | Tercer lugar            | Tercer lugar            | Tercer lugar |  |
|  |             |                         |                      |                      |                         |                         |                         |              |  |
|  |             |                         |                      |                      |                         | Nexus CB Olesa          | Nexus CB Olesa          | 86           |  |
|  |             |                         |                      |                      |                         | Nexus CB Olesa          | Nexus CB Olesa          | 86           |  |
|  |             |                         |                      |                      |                         | Caja Rural Verona Norte | Caja Rural Verona Norte | 72           |  |
|  |             |                         |                      |                      |                         | Caja Rural Verona Norte | Caja Rural Verona Norte | 72           |  |
|  |             |                         |                      |                      |                         |                         |                         |              |  |

## Playoffs de descenso
|  | Semifinales | Semifinales             | Semifinales | Semifinales | Semifinales |    |                    | Descensos          | Descensos | Descensos |  |
|  |             |                         |             |             |             |    |                    |                    |           |           |  |
|  |             |                         |             |             |             |    |                    |                    |           |           |  |
|  | 12A         | Levitt Majadahonda      | 67          | 69          | 82          |    |                    |                    |           |           |  |
|  | 12A         | Levitt Majadahonda      | 67          | 69          | 82          |    |                    |                    |           |           |  |
|  | 13B         | Isla de Tenerife Aguere | 58          | 83          | 83          |    |                    |                    |           |           |  |
|  | 13B         | Isla de Tenerife Aguere | 58          | 83          | 83          |    | Levitt Majadahonda | Levitt Majadahonda | 1-2       |           |  |
|  |             |                         |             |             |             |    | Levitt Majadahonda | Levitt Majadahonda | 1-2       |           |  |
|  |             |                         | Segle XXI   | Segle XXI   | 1-2         |    |                    |                    |           |           |  |
|  | 12B         | Segle XXI               | Segle XXI   | Segle XXI   | 1-2         | 53 | 59                 | 61                 |           |           |  |
|  | 12B         | Segle XXI               |             |             |             | 53 | 59                 | 61                 |           |           |  |
|  | 13A         | Fundal Alcobendas       | 49          | 64          | 66          |    |                    |                    |           |           |  |
|  | 13A         | Fundal Alcobendas       | 49          | 64          | 66          |    |                    |                    |           |           |  |
|  |             |                         |             |             |             |    |                    |                    |           |           |  |

## Postemporada
Ascendieron a Liga Femenina:
- Cadi la Seu d'Urgell (Campeonas).
- Agencia Serrano Badajoz (Subcampeonas).
- Nexus CB Olesa  (al ocupar la plaza por la desaparición del  Universitat de Barcelona - FC Barcelona ).[3]

Descendieron de Liga Femenina:
- Durán Maquinaria Ensino.
- USP-CEU MMT Estudiantes.
- (  Universitat de Barcelona - FC Barcelona renunció a la Liga Femenina y desapareció).[3]

Descendieron a Primera División Fem:
- Unió Esportiva Mataró.
- CD Universidad de Córdoba.
- Levitt Majadahonda.
- Segle XXI.

Ascendieron desde Primera División Fem:
- Biurrarena-UPV.
- Canal Isabel II - Coslada.
- SR Lima-Horta.
- Expofinques Tanit Eivissa (al ocupar vacantes).
- Obenasa Navarra (al ocupar vacantes).
- (  CB Islas Canarias B renunció al ascenso).

La Liga Femenina 2 continuaría con 28 equipos en la siguiente temporada.